# Moud Goba
Moud Goba (Harare?, 1980/1981) és una activista pels drets humans i drets LGBTIQ+ zimbabuesa refugiada al Regne Unit, on va arribar de jove cercant asil fugint de Zimbàbue després d'anys d'assetjament per ser lesbiana. Ha estat nomenada una de les 100 persones LGBTIQ+ més influents del Regne Unit i inclosa a la llista 100 Women de la BBC de l'any 2022.

## Biografia
Va créixer a Harare, on va patir experiències deshumanitzants i aïllants i l'estigma li va provocar sentiments de vergonya. L'any 2001, quan tenia 20 anys, tement per la seva vida sota el règim de Robert Mugabe, va decidir traslladar-se al Regne Unit per a poder estudiar i viure obertament com a lesbiana.
Durant els anys posteriors a la seva arribada, va intentar aconseguir un visat d'estudi per a poder romandre al país de manera legal i segura; quan la seva sol·licitud va ser acceptada va cursar un grau en Estudis de sords: Comunitat i Educació, que va obrir-li moltes portes.
L'any 2008 va demanar asil i dos anys més tard van concedir-li l'estatus de refugiada. Aquell mateix any, però, se l'havien negat per no haver aportat la prova de la seva sexualitat o identitat de gènere que li demanava el Ministeri de l'Interior britànic. Goba, que mentre vivia a Zimbàbue havia d'amagar el seu veritable jo, havia hagut de destruir qualsevol cosa que pogués revelar la seva sexualitat.
Com a sol·licitant d'asil, fins al 2013 no se li va permetre treballar, tot i tenir experiència prèvia a la seva terra natal com a secretària, dirigint una petita empresa de roba i com a treballadora social. El canvi va venir de la mà de Micro Rainbow, una organització que ofereix suport als sol·licitants d'asil i refugiats LGBTIQ+, on va obtenir assessorament i també va aconseguir una feina ajudant a persones en la mateixa situació en què havia estat ella.
És mare juntament amb la seva dona d'un noi nascut l'any 2009.

## Activisme
Poc després de la seva arribada al Regne Unit va esdevenir una de les persones que van fundar el UK Black Pride, l'entitat per a persones LGBTIQ+ d'origen africà, caribeny, llatinoamericà, asiàtic i de l'orient mitjà més gran d'Europa; allà va trobar l'ajuda que necessitava per descobrir la seva identitat i poder expressar-se en plenitud. L'any 2022 ostentava el càrrec de presidenta de la junta directiva de UK Black Pride.
Durant gairebé 20 anys, ha treballat amb organitzacions de base que promouen la integració dels refugiats al país. A data de 2022, era gerent de la secció britànica d'una organització LGBTIQ+ que aborda la pobresa d'aquesta comunitat en tot el món i que ofereix un refugi segur a sol·licitants d'asil i refugiats del col·lectiu, Micro Rainbow International. Allà Goba participa en el programa d'ocupabilitat i hi dirigeix el projecte d'habitatge segur, que ofereix allotjament a 25.000 persones LGBTIQ+ sense llar anualment.
També ha treballat per al grup d'immigració de lesbianes i gais del Regne Unit i ha gestionat el procés d'integració de persones LGBTQ+ afganeses arribades al país. L'activista dona suport a les dones que estan en centres de detenció per a immigrants i a The Fruit Basket, una organització sud-africana que treballa amb migrants trans i refugiats.
El 2015, va ser nomenada una de les 100 persones LGBTIQ+ més influents del Regne Unit per The Independent i el 2017 va rebre el premi Attitude Pride. Per la seva tasca com a activista va ser inclosa per la BBC en la seva llista 100 Women de l'any 2022.
L'any 2022 va formar part de la desfilada pels drets dels LGBTIQ+ en l'obertura dels Jocs de la Commonwealth a l'estadi Alexander de Birmingham, juntament amb altres cinc activistes i el saltador anglès Tom Daley.